# Aleksandr Wołkow (zawodnik MMA)
Aleksandr Jewgienjewicz Wołkow (ros. Александр Евгеньевич Волков; ur. 24 października 1988 w Moskwie) – rosyjski zawodnik mieszanych sztuk walki (MMA), pankrationu oraz karateka, mistrz Bellator MMA z 2012 oraz M-1 Global z 2016 w wadze ciężkiej. Aktualnie zawodnik Ultimate Fighting Championship (UFC).

## Kariera MMA

### M-1 Global i Bellator MMA
Wołkow zadebiutował w zawodowym MMA w 2009 na gali M-1 Challenge. 3 grudnia 2009 wraz z drużyną Red Devil awansował do finału drużynowych mistrzostw M-1. W finałowej walce pokonał reprezentanta Gorets Ibragima Magomiedowa jednak ostatecznie całą rywalizację Red Devil przegrali z Gorets 2-3.
22 lipca 2010 doszedł do finału indywidualnych eliminacji M-1 Selection w wadze ciężkiej strefy Europy Wschodniej w którym uległ rodakowi Maksimowi Griszynowi przez poddanie w pierwszej rundzie.
23 lutego 2012 na lokalnej gali w Królewcu zwyciężył byłego mistrza UFC Ricco Rodrigueza, a po niedługim czasie związał się Bellator FC biorąc udział w turnieju wagi ciężkiej, który wygrał (wygrana m.in. nad Brettem Rogersem) i zdobył zwakowane przez Cole Konrada mistrzostwo wagi ciężkiej. Tytuł stracił w pierwszej obronie 15 listopada 2013 (Bellator 108) na rzecz rodaka Witalija Minakowa, który go znokautował w 1. rundzie.
W marcu 2014 wziął udział w kolejnym turnieju Bellatora. Na przestrzeni trzech miesięcy pokonał trzech rywali – Marka Holatę, Siala-Mou Siligę oraz w finale Błagoja Iwanowa.
W 2015 stoczył dwa przegrane pojedynki z Tonym Johnsonem i Cheickiem Kongo po czym został zwolniony z organizacji.
W 2016 wrócił do kraju wiążąc się ponownie z M-1 Global. 19 lutego 2016 na M-1 Challenge 64 pokonał Estończyka Dienisa Smoldariewa i został mistrzem wagi ciężkiej M-1 Global. 16 czerwca 2016, obronił tytuł, nokautując Słowaka Attilę Végha.

### UFC
We wrześniu 2016 podpisał kontrakt z Ultimate Fighting Championship. W debiucie, który odbył 19 listopada 2016 pokonał kontrowersyjną, niejednogłośną decyzją sędziów Timothy;ego Johnsona na gali UFC Fight Night: Mousasi vs. Hall 2.
15 kwietnia 2017 na UFC on Fox: Johnson vs. Reis wygrał z Royem Nelsonem również na punkty.
2 sierpnia 2017 w walce wieczoru gali UFC Fight Night: Volkov vs. Struve zmierzył się z Stefanem Struve, którego pokonał przez TKO. Pojedynek nagrodzono bonusem w kategorii walka wieczoru.
17 marca 2018 podczas UFC Fight Night 127 w Londynie pokonał byłego mistrza UFC Fabricio Werduma przez nokaut w czwartej rundzie, notując tym samym trzydzieste zawodowe zwycięstwo. Po walce został nagrodzony przez organizację pierwszym bonusem za występ wieczoru. W międzyczasie trenował w klubie Red Devil Sport Club wraz z gwiazdą światowego MMA Fiodorem Jemieljanienko oraz czołowym europejskim zawodnikiem Wiktorem Niemkowem.
6 października 2018 roku na UFC 229 zmierzył się z Derrickiem Lewisem. Dominując i prowadząc na punkty w walce nieoczekiwanie został znokautowany w trzeciej rundzie.
20 kwietnia następnego roku na UFC Fight Night 149 miał skrzyżować rękawice z Alistairem Overeemem, ale ponad dwa tygodnie wcześniej poinformowano, że wycofał się z walki z nieujawnionego powodu.
9 listopada 2019 roku miał zmierzyć się z Juniorem Dos Santosem, jednak Brazylijczyk był zmuszony wycofać się z tego wydarzenia z powodu poważnej infekcji bakteryjnej, a jego miejsce zajął Greg Hardy. Wołkow wygrał przez jednogłośną decyzję.
20 czerwca 2020 roku na gali UFC on ESPN: Blaydes vs. Volkov przegrał z Curtisem Blaydesem przez jednogłośną decyzję.
W kolejnej walce, którą odbył 24 października 2020 na UFC 254 zmierzył się z Waltem Harrisem. Walkę wygrał przez techniczny nokaut w drugiej rundzie.
Na wydarzeniu UFC Fight Night 184 w dniu 6 lutego 2021 zmierzył się z niedoszłym Alistairem Overeemem. Wygrał przez techniczny nokaut w drugiej rundzie. Zwycięstwo to przyniosło mu nagrodę za występ wieczoru.
26 czerwca 2021 roku na gali UFC Fight Night 190 zmierzył się z Francuzem, Cirylem Gane. Walkę przegrał przez jednogłośną decyzję.
30 października 2021 roku na UFC 267 doszło do jego walki z Marcinem Tyburą. Zwyciężył pojedynek jednogłośną decyzją sędziów. Dwóch z nich punktowało go 30-27 na jego korzyść, a jeden z nich uznał, że Polak wygrał drugą rundę i punktował 29-28.
19 marca 2022 roku na gali UFC Fight Night w Londynie spotkał się w oktagonie z Anglikiem Tomem Aspinallem. Przegrał walkę przez poddanie w pierwszej rundzie.
4 czerwca 2022 w walce wieczoru gali UFC Fight Night 207 zawalczył z Jairzinho Rozenstruikiem. Już w pierwszej rundzie szybko zastopował ciosami swojego rywala, wygrywając pojedynek przez techniczny nokaut.
Podczas UFC Vegas 71, które odbyło się 12 marca 2022 pokonał przez techniczny nokaut w pierwszej rundzie Alexandra Romanova.
Na wydarzeniu UFC 293, które miało miejsce 9 września 2023 w Sydney stoczył walkę z Tai'em Tuivasą. Pod koniec drugiej rundy, gdy znalazł się w dosiadzie rozbijał Australijczyka ciosami młotkowymi, po czym poddał go dość rzadkim duszeniem tzw. Ezekielem.
22 czerwca 2024 w tzw. Co-Main Evencie (drugiej walce wieczoru) gali UFC on ABC 6 w Rijadzie pokonał jednogłośnie na punkty Siergieja Pawłowicza.
26 października 2024 podczas gali UFC 308 w Abu Zabi miał stoczyć rewanżowy pojedynek z byłym tymczasowym mistrzem wagi ciężkiej, Cirylem Gane. Ze względu na kontuzję kolana Wołkowa walka została przeniesiona i odbyła się 7 grudnia 2024 r. na gali UFC 310. Wołkow przegrał walkę kontrowersyjną, niejednogłośną decyzją. 19 z 20 mediów punktowało walkę na jego korzyść. Dyrektor UFC, Dana White, przeprosił go po walce, mówiąc, że według niego to on wygrał walkę, a szef komisji wyjaśnił White’owi, jakie było uzasadnienie na kartach punktowych sędziów.

## Styl walki
Jest zawodnikiem walczącym przede wszystkim w stójce. Wykorzystuje swój znaczny wzrost, duży zasięg i potężne kopnięcia do wyprowadzania celnych uderzeń z dystansu. Znany jest przede wszystkim z cierpliwego i technicznego punktowania, a także z efektownych kopnięć na korpus, które wykorzystał m.in. na UFC 254 w walce z Waltem Harrisem.

## Osiągnięcia

### Mieszane sztuki walki
- 2009: M-1 Challenge 2009 Finals – finalista mistrzostw drużynowych z Red Devil
- 2010: M-1 Selection 2010 Eastern Europe – finalista eliminacji w wadze ciężkiej[54]
- 2012: Bellator Season 7 Heavyweight Tournament – 1. miejsce w turnieju wagi ciężkiej
- 2012–2013: mistrz Bellator MMA w wadze ciężkiej
- 2014: Bellator Season 10 Heavyweight Tournament – 1. miejsce w turnieju wagi ciężkiej
- 2016: mistrz M-1 Global w wadze ciężkiej

### Pankration
- 3-krotny tryumfator Pucharu Moskwy w pankrationie